# San Elizario
San Elizario est une ville située dans l'extrême ouest de l'État du Texas, aux États-Unis.
Ville frontière, elle fait partie du comté d'El Paso.

## Source
- (en) Cet article est partiellement ou en totalité issu de l’article de Wikipédia en anglais intitulé « San Elizario, Texas » (voir la liste des auteurs).

1. ↑  « Population and Housing Unit Estimates » (consulté le 20 juin 2018)
2. ↑  « Census of Population and Housing », Census.gov (consulté le 4 juin 2016)